# Van Hool

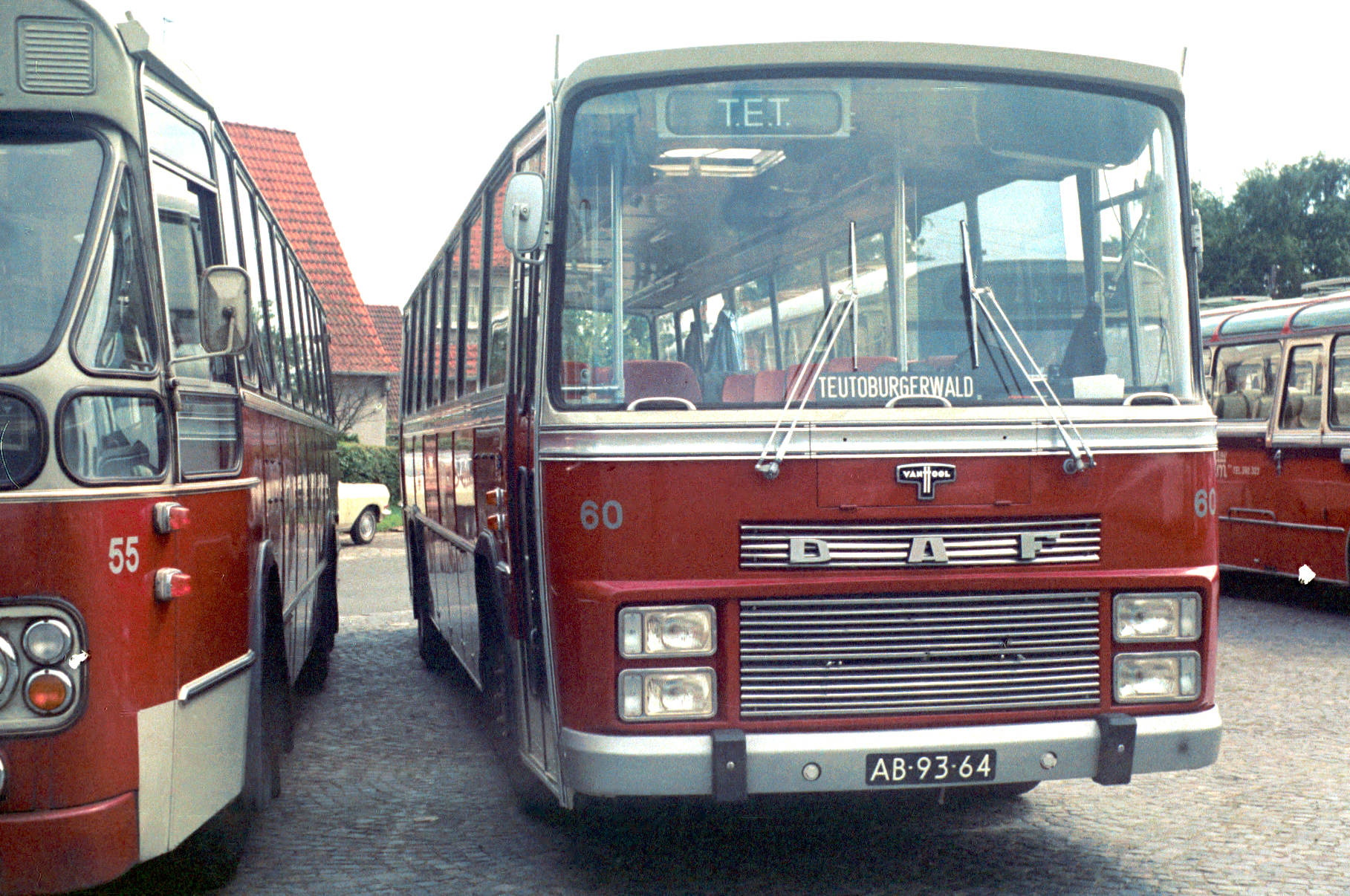
DAF/Van Hool-bus van de TET in de jaren zeventig

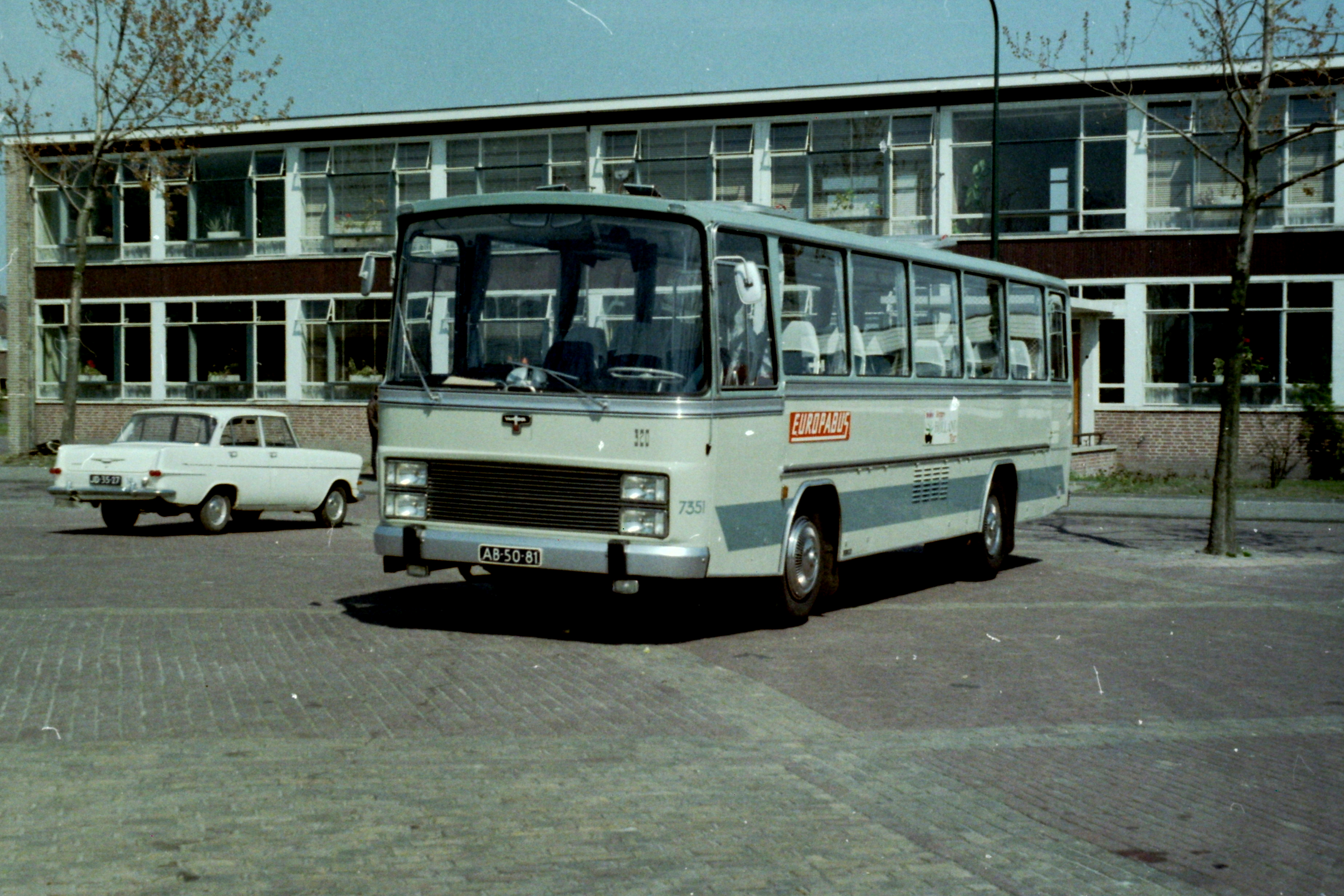
Van Hool-FIAT 320R-touringcar van de NBM

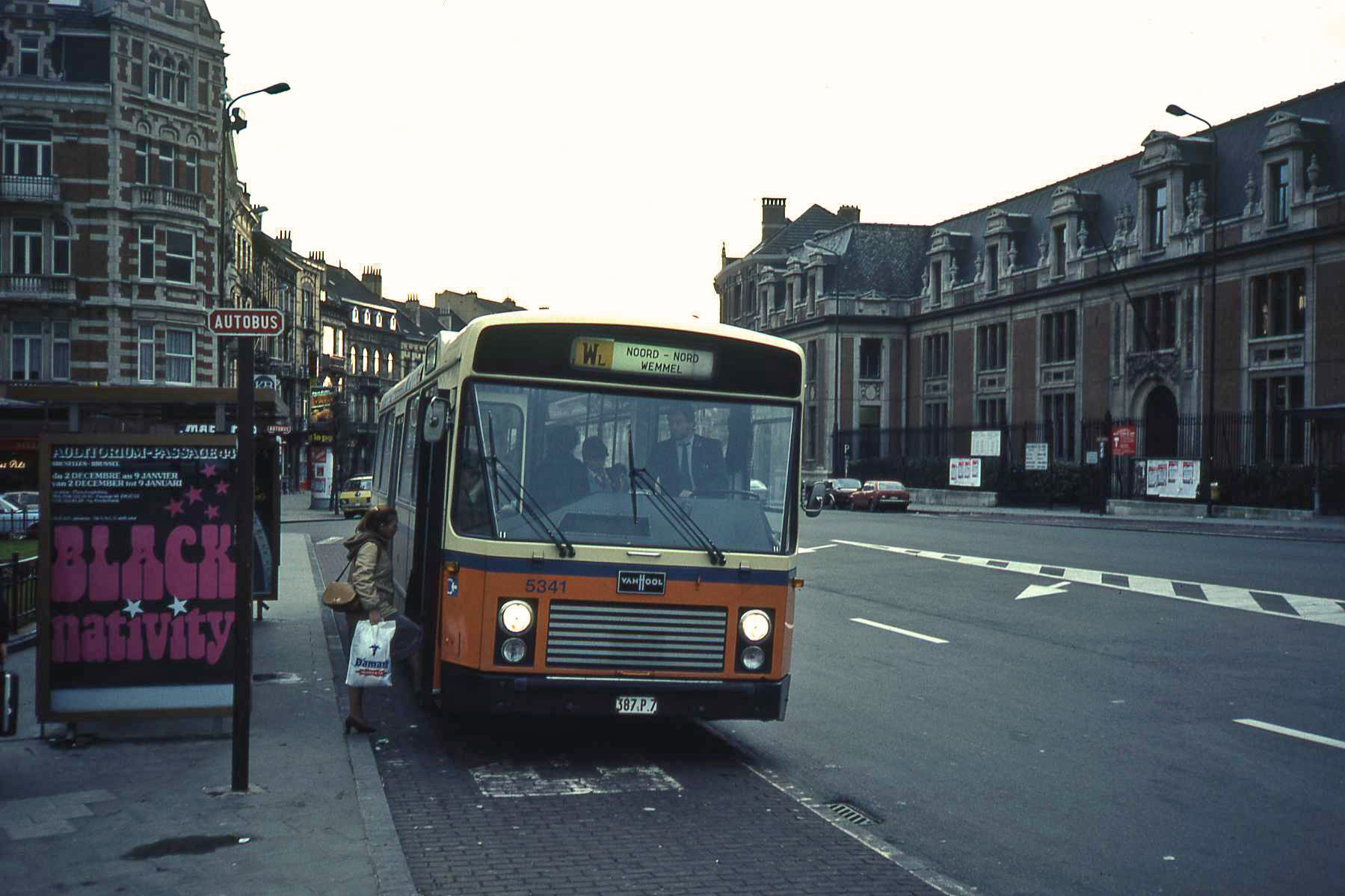
Van Hool-bus van de NMVB in Brussel in de jaren tachtig

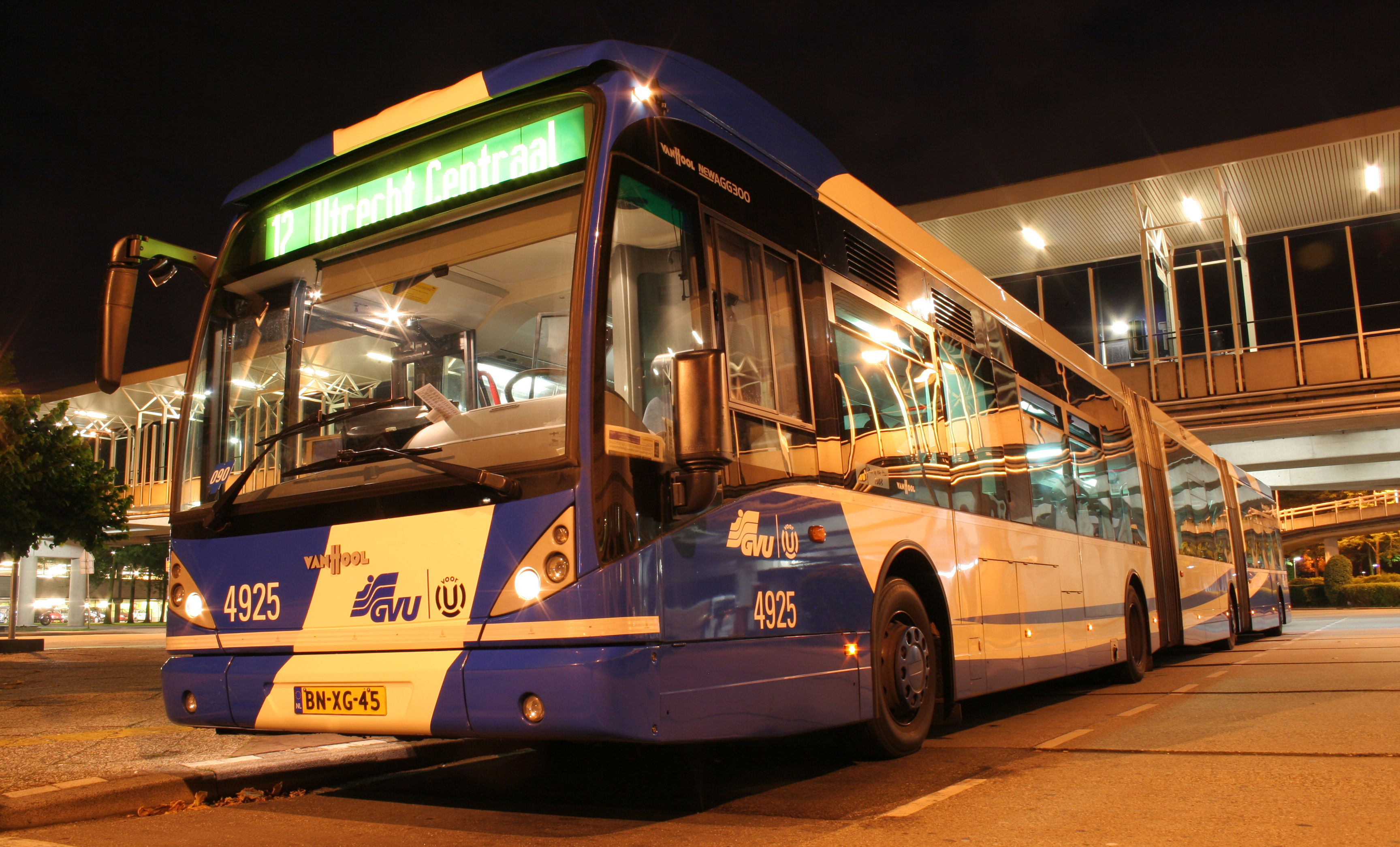
Van Hool AGG300 van voormalig GVU Utrecht

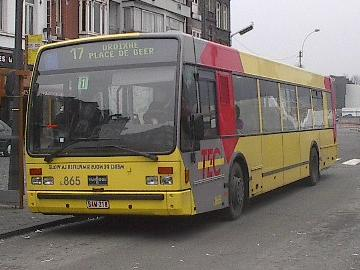
Van Hool-bus van TEC

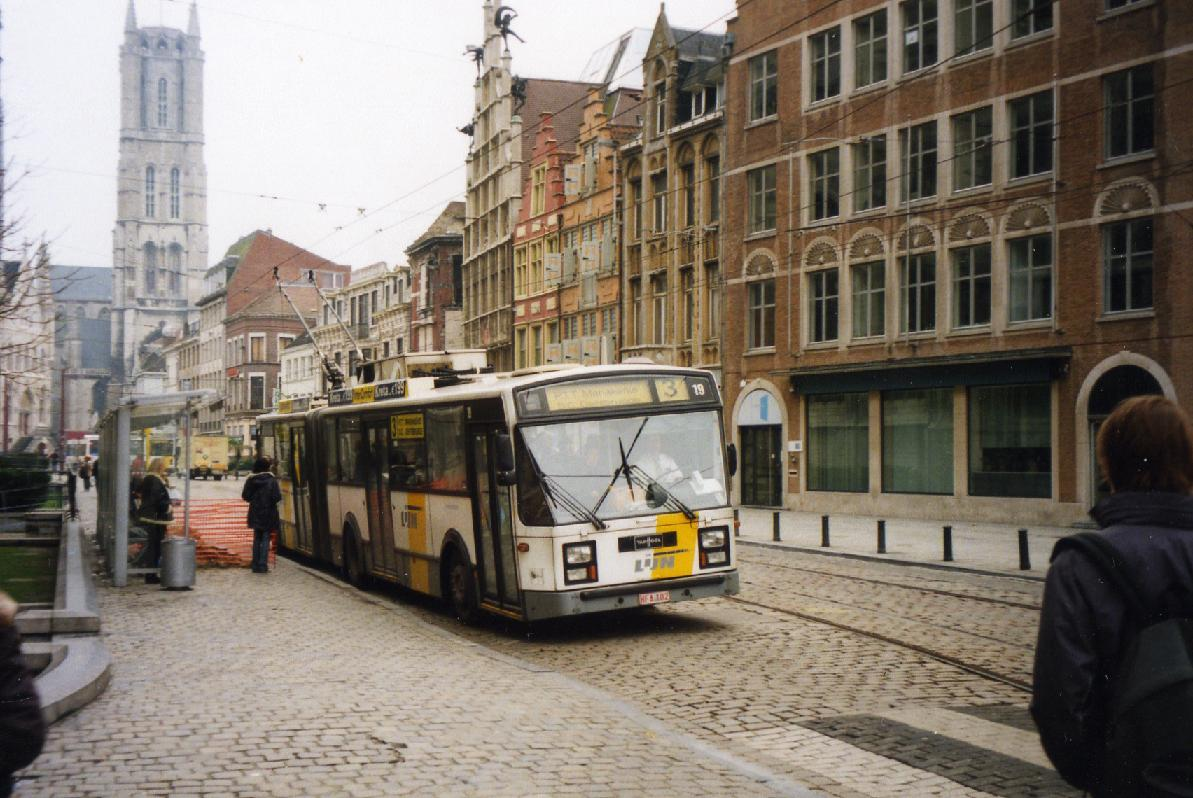
Van Hool-trolleybus in Gent

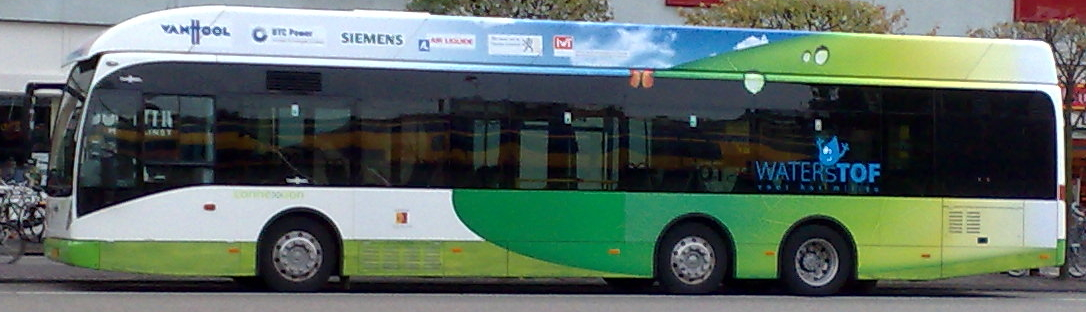
Van Hool A330FC waterstofbus

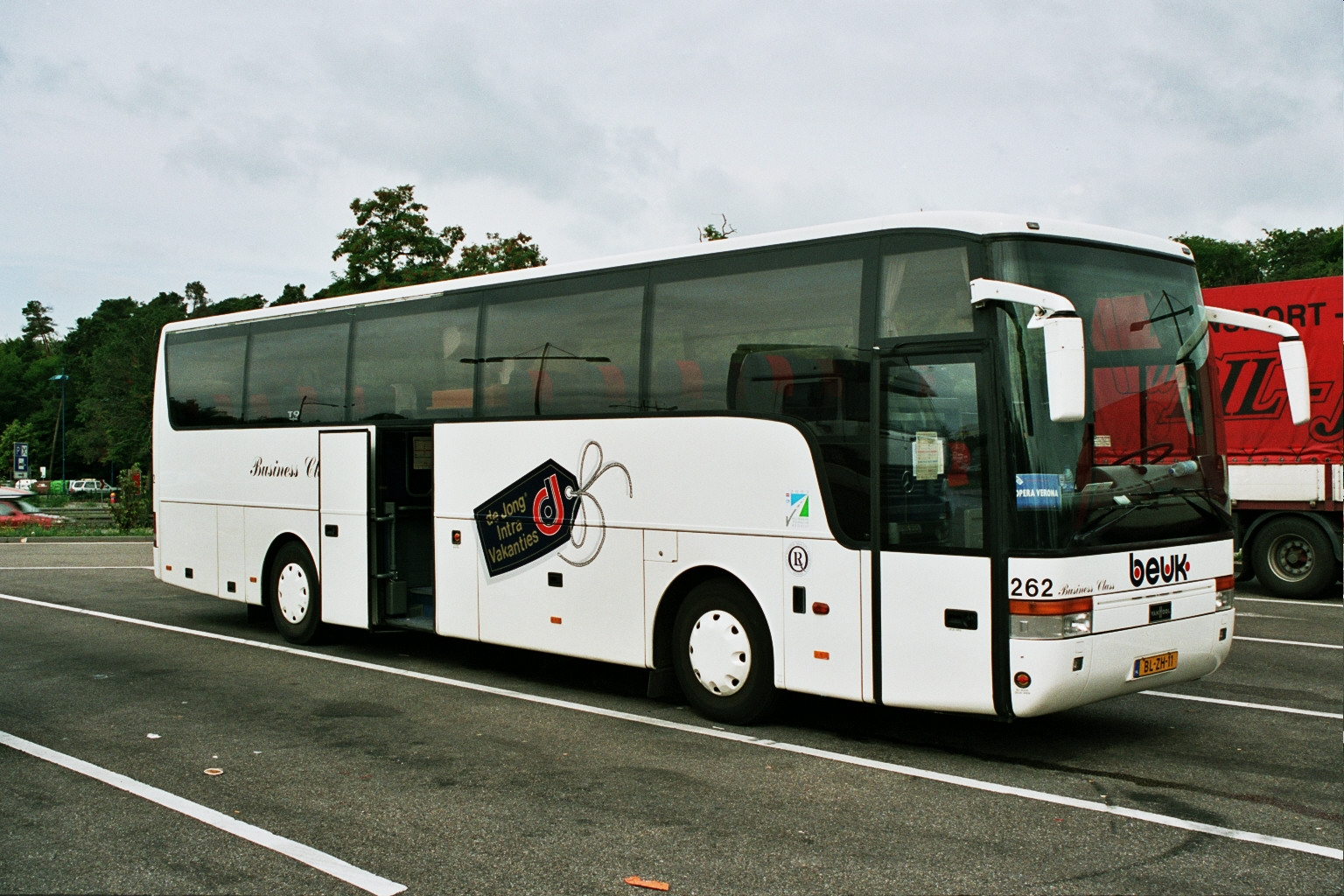
Een Van Hool T915 Alicron van Beuk

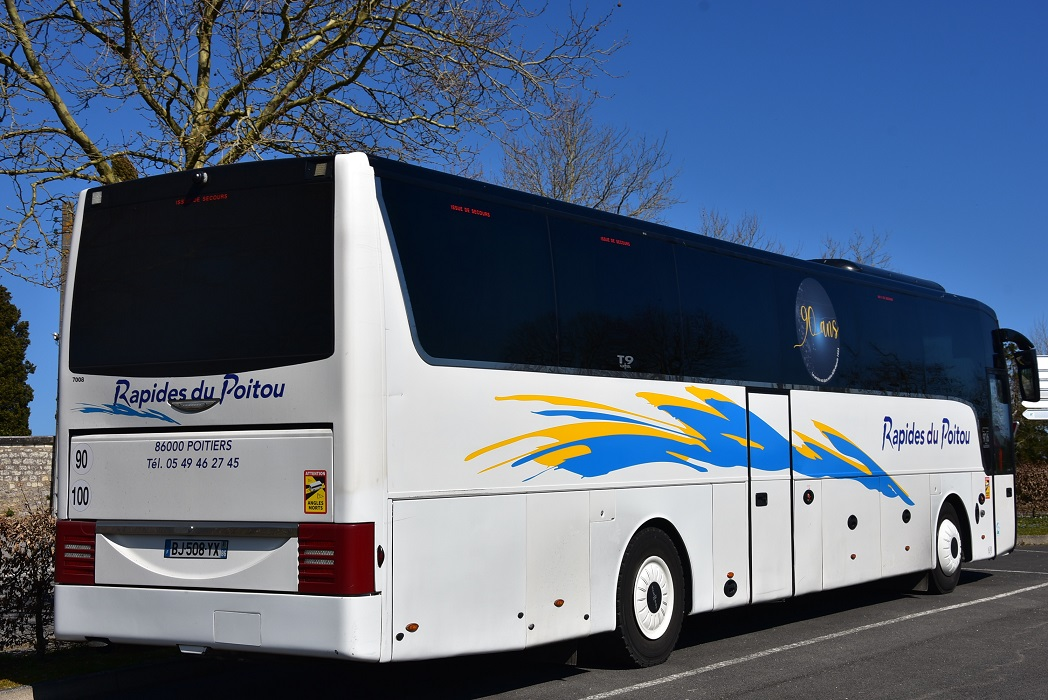
Van Hool T916 Alicron (2010), Frankrijk

Van Hool is de merknaam van bussen, touringcars en commerciële voertuigen als opleggers en gascontainers, gebouwd door het Belgische familiebedrijf Van Hool NV tot hun faillissement in april 2024.

## Organisatie
De hoofdvestiging was in de Lierse deelgemeente Koningshooikt. Het bedrijf had een kleinere vestiging in Bree en had sinds 2013 een vestiging in Skopje in Noord-Macedonië.

## Geschiedenis
Het bedrijf werd in 1947 opgericht door Bernard Van Hool (1902–1974), een van de vier ereburgers van de stad Lier, en bleef in eigendom van de familie Van Hool tot het faillissement in april 2024. In totaal had Van Hool ruim 3500 werknemers en daarmee was het de grootste onafhankelijke bussenbouwer van West-Europa.

### Faillissement
In het boekjaar 2019, het laatste jaar voor de uitbraak van de coronapandemie, behaalde het bedrijf een omzet van € 714 miljoen en leed een bescheiden verlies van € 5 miljoen. In 2020 en 2021 stond de omzet zwaar onder druk en was in 2021 meer dan gehalveerd ten opzichte van 2019. In beide jaren werden forse verliezen geleden van in totaal € 118 miljoen. In 2022 trad er herstel op, de omzet steeg met 90% en het verlies werd fors gereduceerd naar € 18 miljoen. Tussen 2019 en 2022 daalde het aantal werknemers met 22%.
In januari 2024 werd Marc Zwaaneveld aangesteld als co-CEO. Samen met de zittende bestuursvoorzitter Filip Van Hool nam hij de dagelijkse leiding op zich en zou een bijdrage leveren aan de verbetering van de resultaten. In maart 2024 kondigde Van Hool aan dat er tot 2027 meer dan 1100 banen gaan verdwijnen bij de vestiging van het bedrijf in België. Van Hool ging stoppen met de productie van stadsbussen en touringcars in de Belgische vestigingen en dit werk zou overgaan naar de fabriek in in Skopje, in Noord-Macedonië. Verder zocht het bedrijf nog voor het einde van de maand € 45 miljoen omdat de kas leeg was. Slaagde het bestuur hier niet in, dan dreigde een faillissement. Als oorzaken van de slechte concurrentiepositie werden de personeelskosten genoemd, en het mikken op waterstofbussen in plaats van de batterij-elektrische bussen die uiteindelijk sneller de markt veroverden.
Op 19 maart 2024 vroeg Van Hool bescherming aan tegen schuldeisers bij de ondernemingsrechtbank van Mechelen waardoor het zijn activiteiten kon voortzetten en verder aan het herstelplan kon werken. Op 8 april 2024 verklaarde de rechtbank Van Hool failliet. De Nederlandse busbouwer VDL Bus & Coach nam de bus- en touringcaractiviteiten over en de Duitse trailerfabrikant Schmitz Cargobull (via dochter GRW) de afdeling industriële voertuigen. Dankzij een doorstart van de overnemers bleven 650 à 950 werknemers aan het werk, maar 1.550 tot 1.850 collega's verloren hun baan.

## Van Hool-producten
Aanvankelijk bouwde Van Hool bussen op chassis, maar aan het eind van de jaren vijftig ontwikkelde men eigen zelfdragende bussen, onder meer met Fiat-componenten. De Van Hool-bussen veroverden gaandeweg de Europese markt. Van Hool leverde ook bijdragen aan het streekvervoer in Nederland, bijvoorbeeld door Leyland-bolramer-streekbussen en later DAF MB200-standaard streekbussen te bouwen voor de dochterondernemingen van de Nederlandse Spoorwegen.
Van Hool levert verschillende types bussen en touringcars, variërend van 9,5 meter lange midibussen tot gelede bussen, dubbelgelede stadsbussen en dubbeldeks touringcars. Iedere bus wordt grotendeels met de hand gemaakt en kan geheel naar wens van de klant worden aangepast.

### Modelnummers
Sinds eind jaren 70, met de introductie van het T8-gamma, is Van Hool overgestapt op een nieuwe naamgeving voor haar modellen. In deze modelnummers van Van Hool zit een redelijke logica.
Allereerst staat de T vooraan voor 'Touringcar' en de A voor 'Autobus' (OV). Na de T of A kan een 2e letter komen, waar de D staat voor Dubbeldekker en de G voor Geleed (Harmonica). GG staat voor dubbel-geleed, zoals bij de 25-meterstadsbussen zoals die onder andere door U-OV in Utrecht ingezet worden, AG300 en AGG300.
Het cijfer na de letters staat voor de serie. Bij de lijndienstwagens is dit momenteel de 3-serie, bij de touringcars is dit de X-serie (waar de X staat voor het Romeinse cijfer 10 als opvolging van de T9 serie). De X-serie is in productie sinds 2012, de 9-serie daarvoor was vanaf 1996/1997 en daarvoor had Van Hool sinds 1978 de 8-serie (in het begin werd wel vaker nog de benaming van de Fiat motor als typeaanduiding van de touringcar gebruikt, bijvoorbeeld S315 of S308), welke in 1992 een moderner uiterlijk heeft gekregen (kleinere koplampen en gril, donkerdere ruiten, verzonken achterlichten en andere (stoot)strips op de zijkanten). De TX serie is feitelijk een grondig herziene versie van de T9, met anders-gestileerde voor- en achterkant en volledig nieuw ontworpen lampenunits, een nieuw (digitaal) dashboard en enkele andere minder in het oog springende technische doorontwikkelingen. De zijkant en het interieur van een TX-serie touringcar is grotendeels gelijk aan de laatste generatie T9 touringcars.
Bij de touringcars staat het cijfer daarachter voor het theoretisch maximaal aantal te plaatsen zitrijen (zonder toiletblok), wat in de praktijk echter nooit werkelijk in de bus aanwezig zal zijn. Zo heeft een T915, altijd een 12-meter wagen, meestal 50 zitplaatsen (soms 52 of 54, en in Frankrijk worden deze soms geleverd met 58 zitplaatsen, maar dus niet met werkelijk 4 × 15 = 60 plaatsen). Een 916 is dan afhankelijk van de modelnaam 12,7 of 13 meter lang, een 917 is 13,7 of 14 meter. In het verleden zijn ook T818 en T819 bussen gemaakt die tot 15 meter lang waren. Bij de Altano's, welke ook zitplaatsen hebben boven de chauffeur, moet van dit getal 2 worden afgetrokken om in het hier genoemde schema de lengte van de bus te bepalen, dus een T916 Altano is 12 meter lang (niet meer in productie) en een T917 is 13,2 meter lang.
Bij bussen met getallen van 20 of hoger, betreft dit altijd bussen met 2 dekken, dus ofwel een dubbeldekker dan wel een gelede touringcar. De TD925 (13,10 meter) is de opvolger van de TD924 (12 meter) en heeft een sinds 2005 de verplichte 2e trap naar boven maar hetzelfde aantal zitplaatsen. Ook de TD927 is in 2005 gegroeid van 13,7 naar 14,0 meter lengte door de extra trap, maar hier heeft Van Hool het nummer niet verhoogd. TD920's en TD921's zijn speciale Altano modellen die slechts enkele stoelen achter de chauffeur beneden hebben (bijvoorbeeld in combinatie met rolstoelvoorzieningen). Gelede touringcars produceert Van Hool op dit moment niet, maar in het verleden zijn er door Van Hool ook 18 meter lange TG820, TG821 en TG822 touringcars geproduceerd.
Touringcars hebben achter de cijfers nog een naam die staat voor het type-model en heeft voornamelijk betrekking op de opbouw van de bus. Atlino/Atlon/Alicron/Alizee zijn de laagste modellen (bij T9 en TX 347 cm hoog, bij T8 +/− 340 cm), Acron is 13 cm hoger (bij de T8-serie +/− 15–20 cm hoger) en Astron en Altano zijn nog eens 13 cm hoger, waarbij bij de Altano de stoelrij boven de chauffeur doorloopt (en de chauffeur dus feitelijk op een benedendek zit). Astromega (zelfdragend) en Astrobel (op chassis, enkel voor de Britse markt) zijn dubbeldekkers, net zoals de T8 Amarant waar slechts enkele stuks van zijn gebouwd (deze 12 meterbus had één enkele achteras en het benedendek was korter dan een Astromega). Daarnaast heeft Van Hool midden jaren 80 diverse Astral/Astron-modellen gebouwd op Volvo- of MAN-chassis, die achter de achterste as nog een benedenverdieping hadden. De benaming Alligator is toegekend aan de gelede touringcars, maar deze worden thans niet meer gebouwd. Verder heeft Van Hool in 2009 de Astronef geïntroduceerd, een bus met de hoogte van een Astron maar dan met een naar achter toe oplopende vloer, een zogenaamde theateropstelling.
Van Hool presenteerde in september 2014 op de IAA in Hannover (Duitsland) de nieuwe EX serie. De EX is gebouwd in lagelonenland Macedonië.

## Waterstofbus
In 2007 heeft Van Hool een hybride (waterstof-elektrisch) waterstofbus uitgebracht (A330FC), die bovendien remenergie recupereert, al met al een wereldprimeur. Op 18 juni 2007 werd in Vlaanderen de eerste in gebruik genomen. Hij reed tussen Antwerpen en Lier. In het najaar van 2008 doet ook het Nederlandse busbedrijf Connexxion testritten met deze bus. In 2009 is Leuven aan de beurt voor enkele testritten, en sinds 2009 rijdt de waterstofbus in Gent. In de Verenigde Staten leverde Van Hool waterstofbussen aan AC Transit uit Californië en aan Hartford (Connecticut). In 2011 werden vijf exemplaren geleverd aan de Noorse hoofdstad Oslo.

## EOS

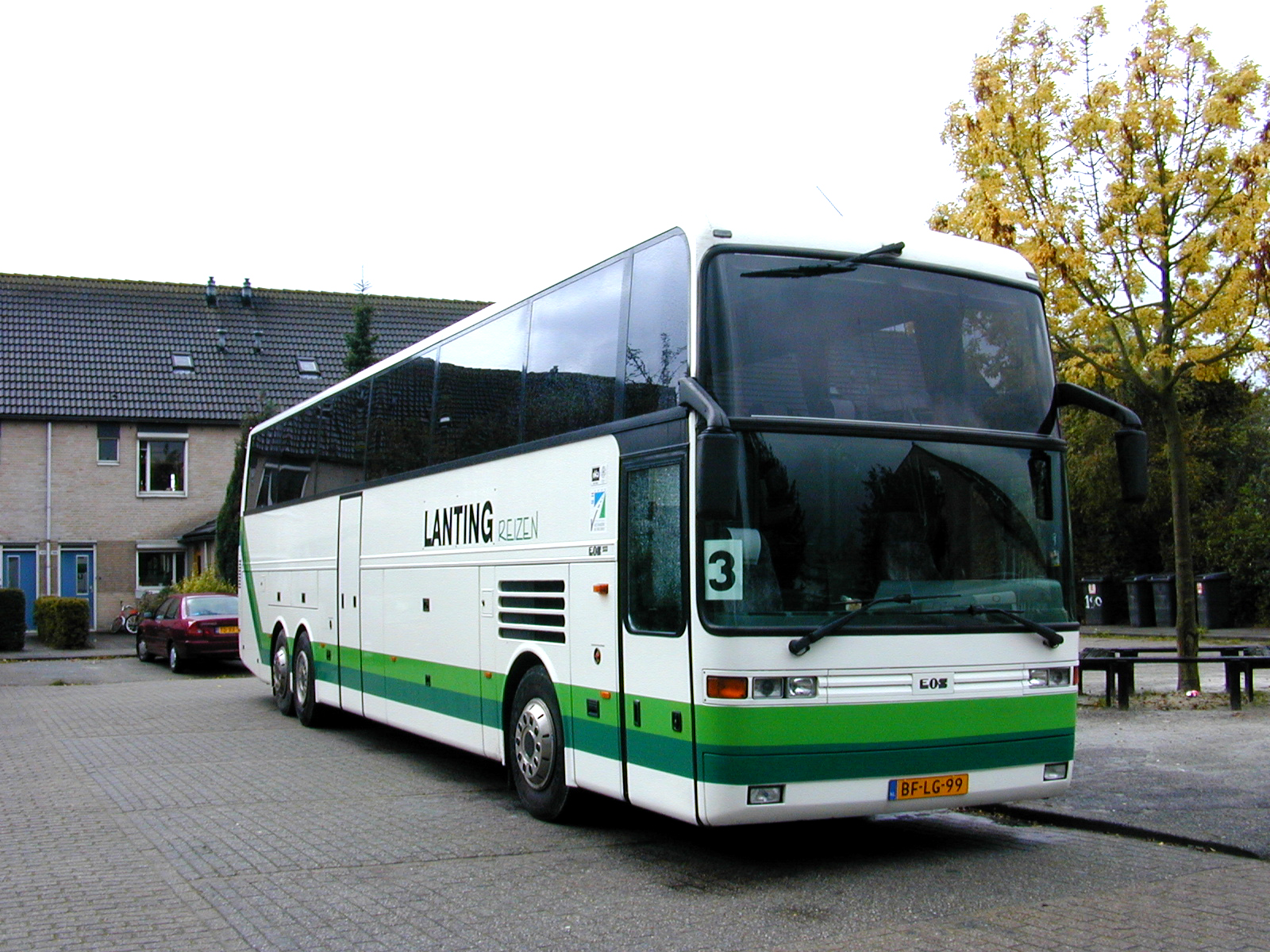
EOS 233

Naast de eigen bussen komen ook de touringcars van EOS van Van Hool. De EOS 100 was een revolutionair model touringcar, dat door het eveneens Belgische LAG (Lambert & Arnold Geusens) te Bree was geïntroduceerd in 1989. In 1991 nam Van Hool de bustak over van LAG. Volgens de officiële verklaring was dit om extra productiecapaciteit te creëren voor Van Hool, maar volgens andere bronnen wilde men voorkomen dat de Nederlandse Berkhof Groep (thans onderdeel van VDL Bus & Coach) LAG Bus zou inlijven. Na de overname heeft Van Hool LAG Bus hernoemd naar EOS en de productie voortgezet.
De vestiging in Bree werd in 2016 gesloten.
De EOS 100, het enige model dat destijds in productie was, was een zeer hoge (vergelijkbaar met de Astron) en luxueuze bus (standaard met climate control, elektrisch chauffeursraam etc.) met een voor die tijd modern uiterlijk (onder andere verticaal openende zijkleppen, afgeronde zijbeplating en zeer typerende ventilatieroosters) en top-notchtechniek (onder andere hydraulische remmen op de vooras wat voor die tijd nieuw was). LAG had een extern bureau ingehuurd om de EOS 100 te ontwerpen en moest daaraan van iedere verkochte bus een percentage afstaan. Om dit te voorkomen tekende Van Hool een andere voorkant op de bus en zette deze in de markt als de EOS 200.
Behalve de 100 en de 200 werd het assortiment EOS'en later uitgebreid met een EOS 90, een wat lagere (vergelijkbaar met de Acron) en minder luxueuze variant van de 200. Ook werd een 10-metervariant van de EOS 90 ontwikkeld en op de markt gebracht onder de naam EOS 80. Later werd het gamma uitgebreid met een EOS 90L (12,7 meter lang, 2 assen), EOS 200L (12,7 meter lang, 2 assen), EOS 233 (13,7 meter lang, 3 assen) en een EOS 230 (12,7 meter lang, 3 assen, enkel voor de Britse markt).
De EOS bussen zijn meestal voorzien van EOS-emblemen, maar modellen gebouwd na 1998 zijn ook regelmatig voorzien van een Van Hool-embleem. Dit kan verwarrend overkomen aangezien het geen 'eigen' Van Hool-modellen zijn. Hoewel de verkoop van de EOS-modellen goed liep, besloot Van Hool in 2002 de productie ervan te staken. De EOS-productlijn was namelijk een te grote concurrent geworden voor het eigen nieuwe T9-gamma. De EOS is dankzij zijn rij-eigenschappen een geliefde bus die vandaag nog steeds modern en strak oogt.

## Bouwprogramma

### Bussen
- Van Hool A308, 9m, korte lagevloersstadsbus, verticale motor linksmidden (Ook beschikbaar als A308E met elektrische motor)
- Van Hool A309, 9m, korte lagevloersstadsbus, verticale motor achteraan
- Van Hool A330, 11m lagevloerbus, verticale motor achteraan
- Van Hool A360, 12m low-entrybus
- Van Hool A300, 12m lagevloerbus
- Van Hool AG300, 18m gelede (harmonica)bus
- Van Hool AGG300, 24m dubbelgelede (harmonica 2x-)bus
- Van Hool ExquiCity 18, 18m gelede bus voor BRT-toepassingen
- Van Hool ExquiCity 24, 24m dubbelgelede bus voor BRT-toepassingen

### Touringcars

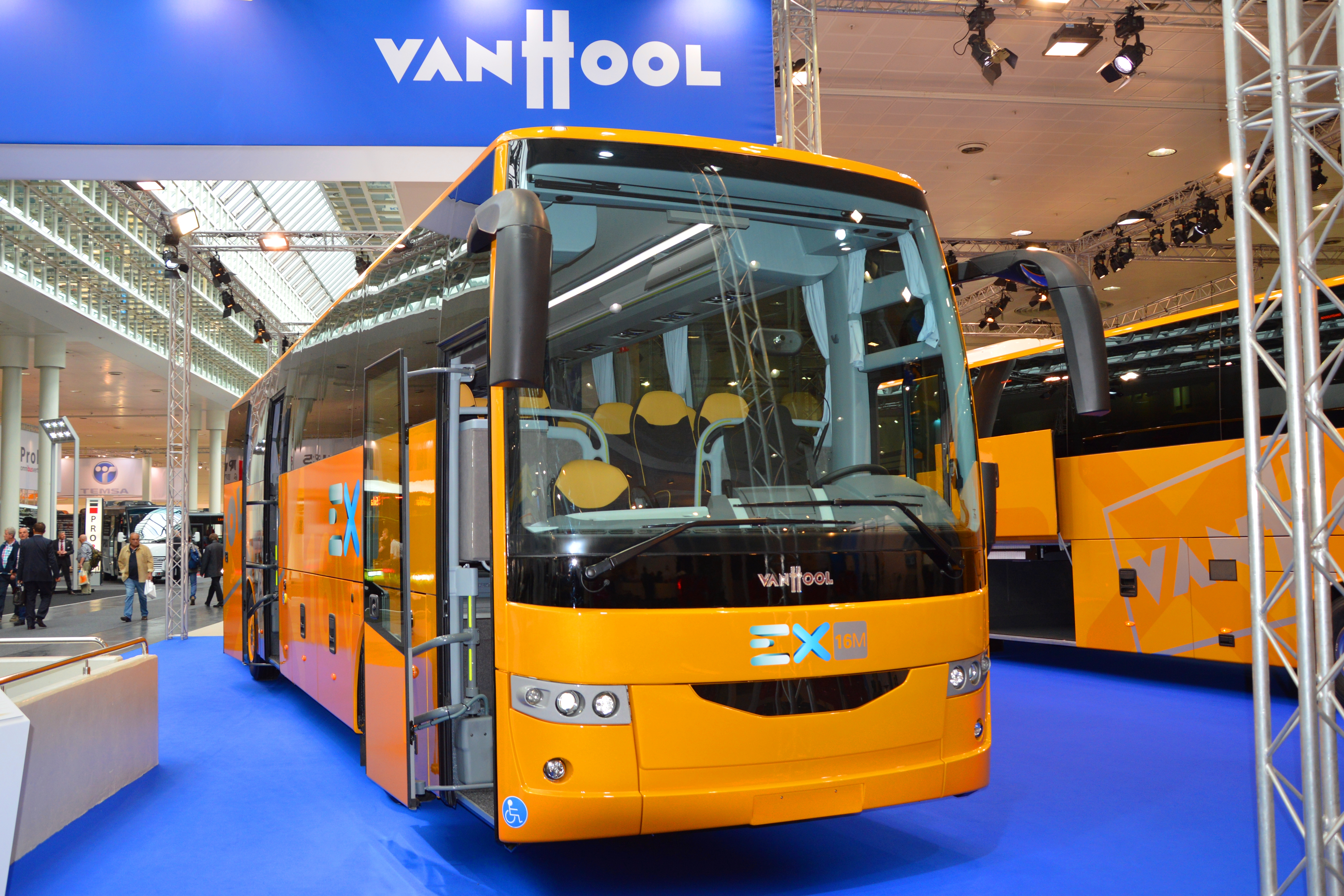
Van Hool EX16M, geproduceerd in Macedonië

- Acron
  - TX16
  - TX17
  - TX18
- Astron
  - TX16
  - TX17
- Astronef
  - TX15
  - TX16
  - TX17
- Altano
  - TX17
  - TX18
  - TX19
  - TDX20
  - TDX21

- Astromega
  - TDX24 (Japan)
  - TDX25
  - TDX27
  - TDX29 (MegabusGold)
- EX gamma[10]
  - EX11L
  - EX11H
  - EX15L
  - EX15M
  - EX15H
  - EX16L
  - EX16M
  - EX16H
  - EX17H

#### Scania chassis/motor
Van Hool bouwt in beperkte mate touringcars op Scania-chassis voor de Britse en Ierse, alsook voor de Scandinavische, Duitse en Oostenrijkse markt.

### Amerika
Sinds 1984 is van Hool ook actief op de Noord-Amerikaanse markt. Men werkt er samen met ABC Companies dat als verdeler optreedt in de Verenigde Staten en Canada, en waarin Van Hool een minderheidsaandeel van 38 procent bezit. Van Hool bezet, na Prevost en MCI, de derde plaats op de markt voor touringcars. In 2007 introduceerde men een aangepaste TD925 Astromega op de Amerikaanse markt. Van Hool is de enige constructeur die hier dubbeldeksautocars aanbiedt.
Het gamma voor Noord-Amerika:
- TX40
- TX45
- CX35
- CX45
- CX45E (Elektrisch)
- TDX25 Astromega
- A300L
- A300K
- A300 Fuel cell
- A330 Fuel cell
- AG300

### Ierland
Het Ierse Staatstransportbedrijf C.I.E. bouwde in Inchicore (Dublin) Leyland-bussen in licentie. In de jaren 70 ontwikkelde men daar een nieuw type bus, waar men geen productiefaciliteiten voor had. Van Hool, samen met de Ierse toeleveranciersbedrijf McArdle, richtte toen een bedrijf op om deze bussen te bouwen. De Ierse busmarkt bleek te klein om daar voldoende bussen te kunnen afzetten en daarom probeerde men de bussen ook in Groot-Brittannië te verkopen. Men kwam niet verder dan één demonstratiemodel, en Van Hool trok zich terug.

### Vliegveldbussen
- Van Hool AP2375, 14,64m lang en 3,75m breed